# Raelene Boyle
Raelene Boyle, född den 24 juni 1951 i Coburg, Australien, är en australisk friidrottare inom kortdistanslöpning.
Hon tog OS-silver på 100 meter och även på 200 meter vid friidrottstävlingarna 1972 i München.